# Johann Lindner (Kupferstecher)
Johann Lindner (* 5. Juni 1839 in Alfeld; † 20. August 1906 in München) war ein deutscher Kupferstecher.
Lindner lernte unter Karl Mayer und Johann Leopold Appold in Nürnberg und lebte seit 1861 in München, mit Ausnahme der Jahre 1862 bis 1864, in denen er sich in der Schweiz aufhielt. Er schuf zahlreiche noch heute gebräuchliche Kupferstiche bekannter Persönlichkeiten, so des deutschen Kaisers Wilhelm I., vom Kronprinzen Friedrich Wilhelm, Ludwig II. von Bayern, des Königs Karl von Württemberg und des Generalfeldmarschalls Helmuth von Moltke. Seine Arbeiten waren hoch geschätzt und Ludwig II. ordnete an, dass sein von Lindner angefertigtes Porträt in allen bayerischen Amtsstuben aufgehängt werden soll. 1870 reiste er extra zu Richard Wagner, der sein Porträt guthieß. Sein Nachlass in der Bayerischen Staatsbibliothek München enthält zahlreiche seiner Kupferstiche.